# مراد توسون
مراد توسون (انگلیسی: Murat Tosun؛ زادهٔ ۲۶ فوریهٔ ۱۹۸۴) بازیکن فوتبال اهل ترکیه است.
از باشگاه‌هایی که در آن بازی کرده‌است می‌توان به باشگاه فوتبال آنکارا اسپور، باشگاه فوتبال مانیسااسپور، باشگاه فوتبال الازیغ‌اسپور، باشگاه فوتبال قونیه‌اسپور، و باشگاه فوتبال ترابزون‌اسپور اشاره کرد.